# Nortriptyline
Nortriptyline is een antidepressivum dat soms ook off-label gebruikt wordt om te stoppen met roken. Het valt onder de zogenaamde tricyclische antidepressiva (TCA); het molecuul is opgebouwd uit drie ringen van koolstofatomen en een zijgroep. TCA remmen in het algemeen de heropname van een aantal neurotransmitters: meestal zowel serotonine als noradrenaline. Nortriptyline daarentegen heeft een overwegend noradrenerg effect en is slechts heel zwak actief op de serotonine heropnameremming. Naast serotonerge en noradrenerge effecten hebben de TCA vaak ook nog een anticholinerg en een antihistamine effect wat vooral relevant is voor het optreden van eventuele neveneffecten. Nortriptyline heeft nagenoeg geen antihistamine-effect, maar wel een anticholinerg-effect, wat kan leiden tot vervelende nevenwerkingen als verstopping, een droge mond, een versnelde hartslag en verwijde pupillen met onscherp zicht. Nortriptyline wordt oraal toegediend in de vorm van tabletten.
Het gebruik van tricyclische antidepressiva samen met MAO-remmers is gevaarlijk, maar nortriptyline is hier echter een uitzondering omdat het slechts heel zwak serotonerg actief is.

## Farmacologie
Nortriptyline remt de heropname van noradrenaline ter hoogte van de neuronale synaps. De heropname van serotonine wordt vrijwel niet geremd. Er is tevens een post-synaptisch antagonisme van muscarinereceptoren (verantwoordelijk voor neveneffecten als bijvoorbeeld droge mond) en van 5HT2A receptoren. Dit laatste is verantwoordelijk voor een slaapverbeterend effect. Nortriptyline heeft echter ook activerende effecten. De eerste weken van de behandeling kan dit activerend effect overheersen waardoor de behandeling eerder slaapverstorend werkt. Om die reden wordt de behandeling in het begin vaak gecombineerd met een benzodiazepine.

## Farmacokinetiek

### Metabolisme
Nortriptyline wordt afgebroken door het enzym CYP2D6. Dit enzym behoort tot het cytochroom P450-enzymsysteem en komt voor in de lever. Gebruik van farmaca die dit enzym remmen, zoals fluoxetine kunnen de concentratie van nortriptyline in het bloed verhogen. Daarnaast zijn er ook genetische verschillen waarbij sommige mensen een enzym hebben dat meer (snelle metaboliseerders) of minder (trage metaboliseerders) actief is. Om deze redenen kan 50 mg/dag soms al een therapeutische dosis zijn, terwijl in andere gevallen soms 150 mg/dag noodzakelijk zijn. Dit kan eventueel nagekeken worden door de bepaling van de concentratie nortriptyline in het bloed. De genetische variant kan nagekeken worden door bepaling van de CYP 450 varianten, waarvoor recent de "AmpliChip CYP 450 Test" werd goedgekeurd door de Amerikaanse regulerende instantie FDA.